# Memorial Hermann Health System

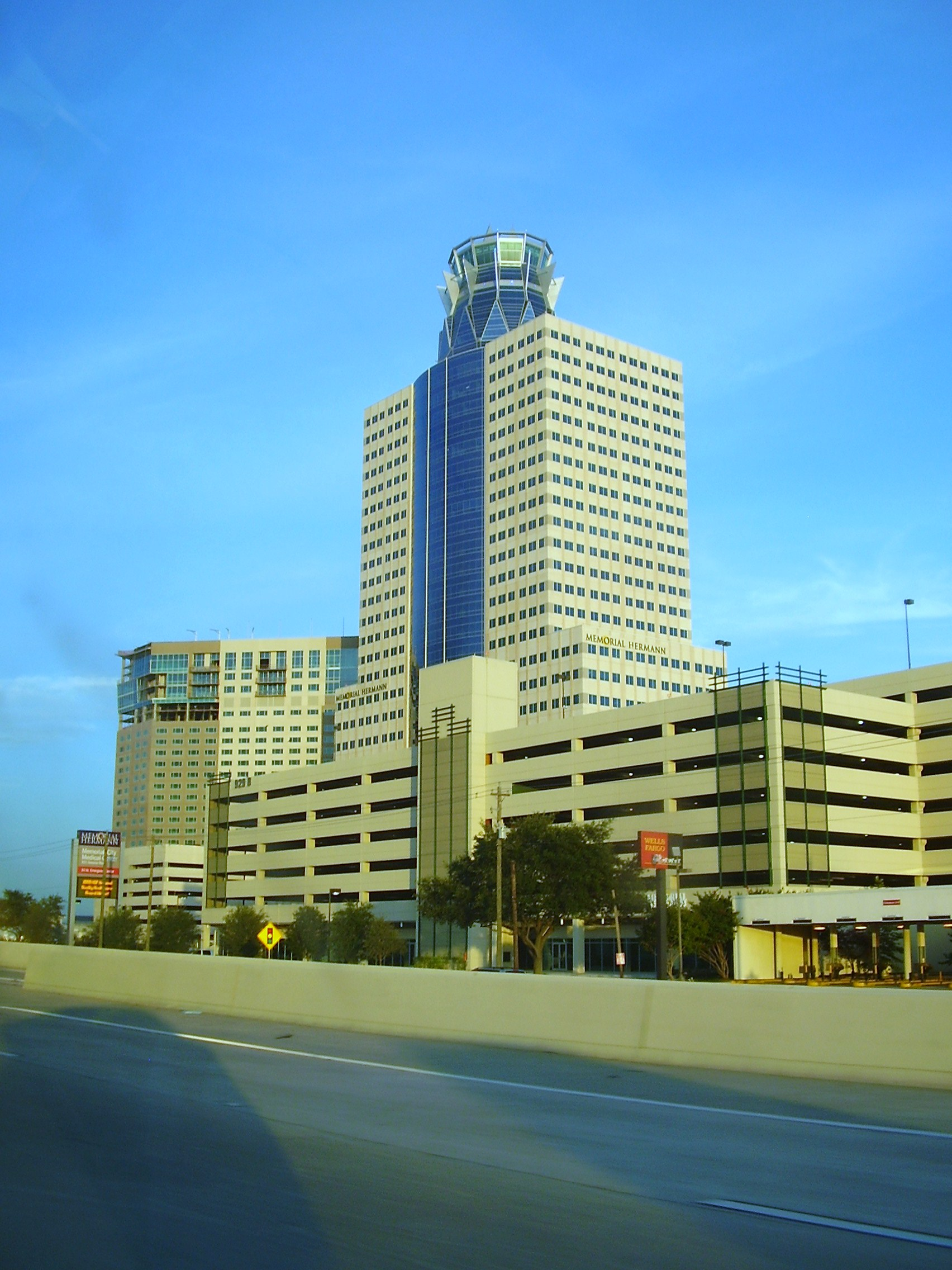
La Memorial Hermann Tower del Memorial Hermann Memorial City Medical Center tiene la sede administrativa del sistema

El Memorial Hermann Health System ("Sistema de Salud Memorial Hermann") es un sistema de hospitales en Gran Houston, Texas. Tiene su sede administrativo en el Memorial Hermann Memorial City Medical Center (EN) en Memorial City (EN), Houston. Gestiona 12 hospitales. Memorial Hermann es el más grande sistema de salud sin fines de lucro en el Sureste de Texas.
En 1997 el Hermann Hospital y el Memorial Healthcare System, combinaron y el Memorial Hermann Healthcare System abrió.

## Hospitales
Los hospitales del sistema son:

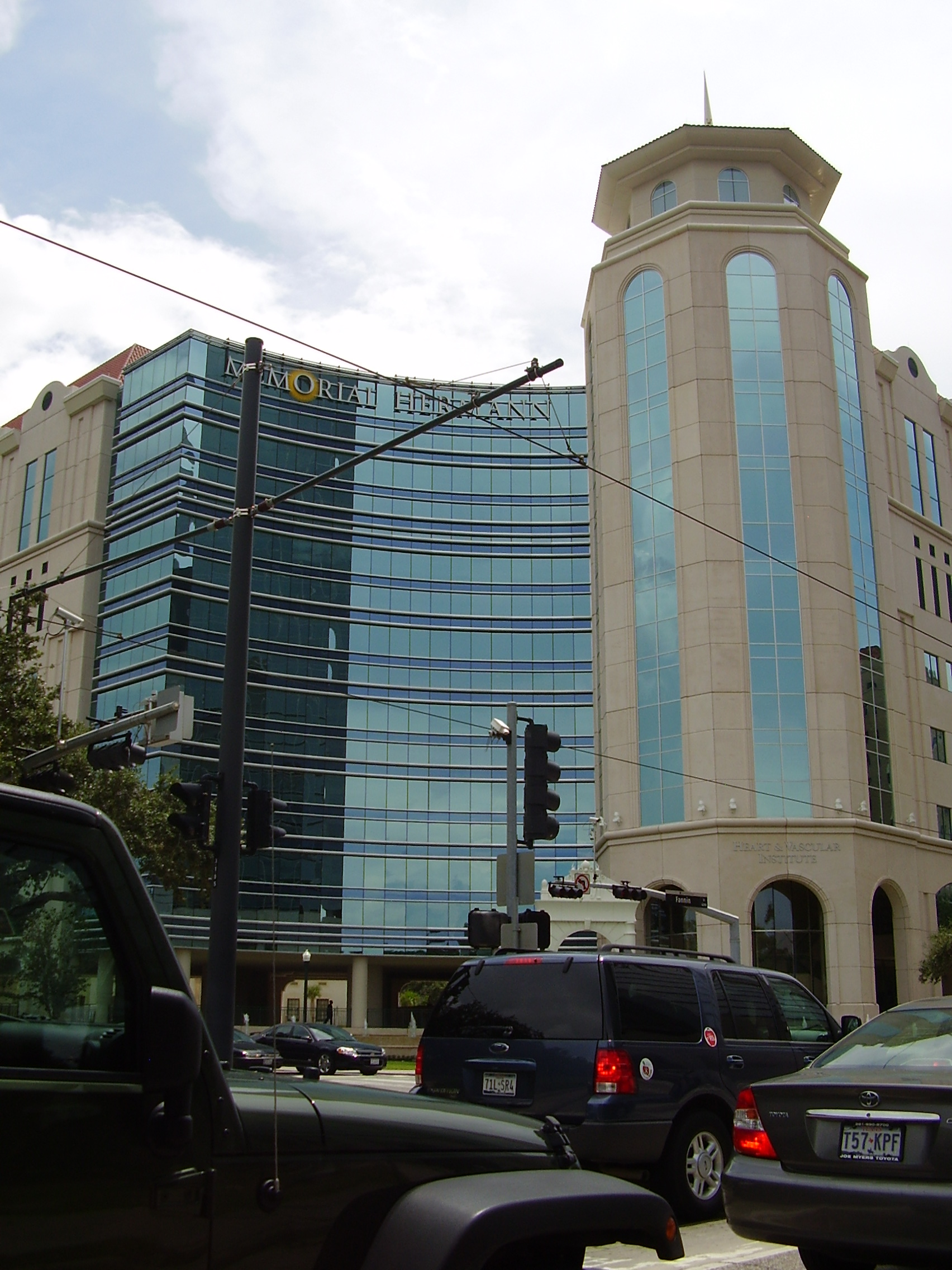
Memorial Hermann Centro Médico de Texas

- Memorial Hermann Centro Médico de Texas (Memorial Hermann Texas Medical Center), (Houston)
- Hospital Infantil Memorial Hermann (Children's Memorial Hermann), (Houston)
- Memorial Hermann Katy Hospital, (Área no incorporada, Condado de Harris) - Ubicado al este de la Ciudad de Katy
- Memorial Hermann Memorial City Medical Center, (Houston)
- Memorial Hermann Northeast Hospital, (Humble)
- Memorial Hermann Northwest Hospital, (Houston)
- Memorial Hermann Southeast Hospital, (Houston)
- Memorial Hermann Southwest Hospital, (Houston)
- Memorial Hermann Sugar Land Hospital, (Área no incorporada, Condado de Fort Bend) - Ubicada al suroeste de la Ciudad de Sugar Land
- Memorial Hermann The Woodlands Hospital, (Shenandoah,[6] cerca de The Woodlands)
- Hospital TIRR Memorial Hermann (TIRR Memorial Hermann Rehabilitation Hospital), (Houston)